# Parc national de la Bénoué
Pour les articles homonymes, voir Bénoué (homonymie).

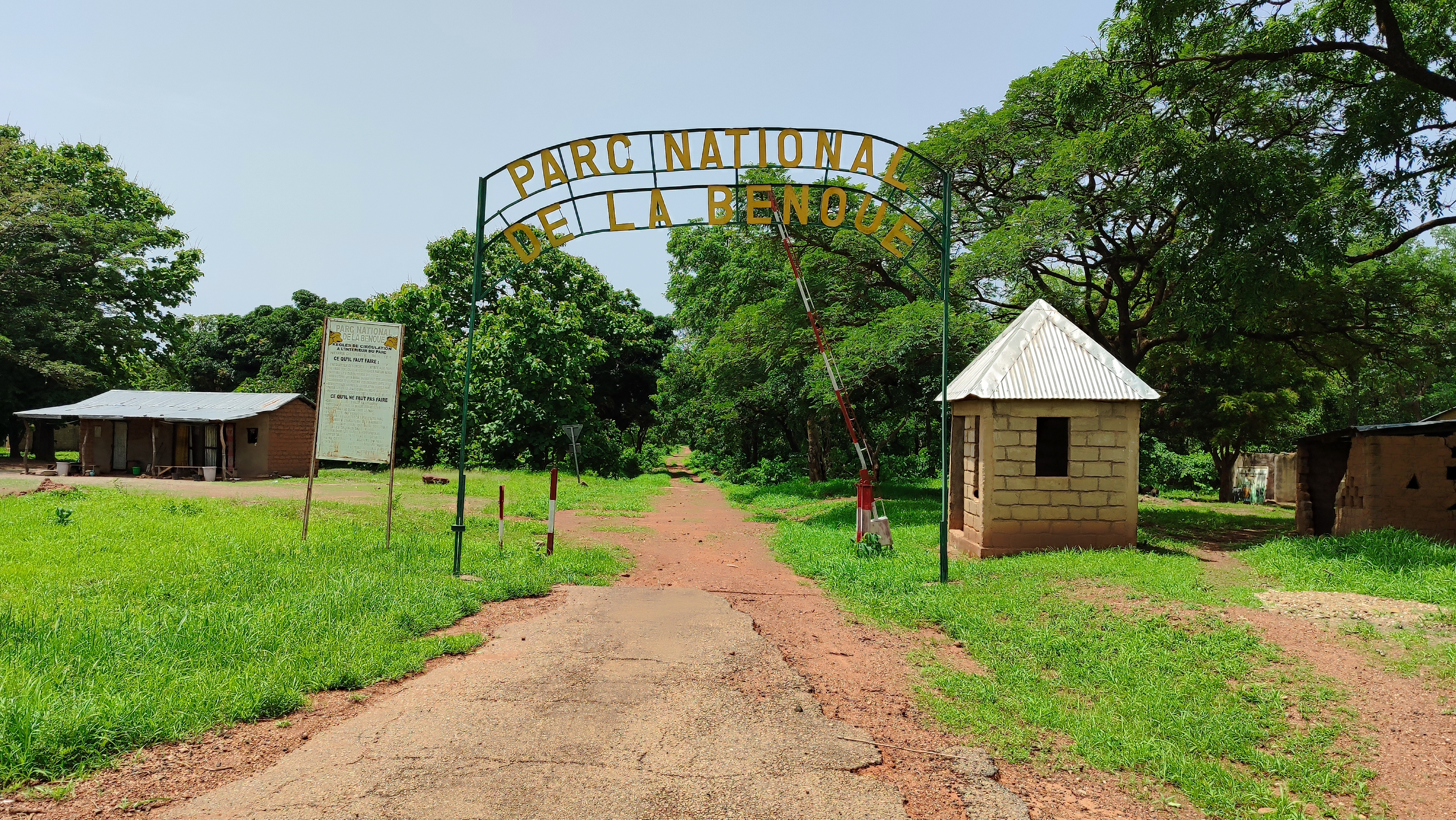
Entrée au Parc National de la Benoué au Cameroun

Le parc national de la Bénoué est l'un des parcs nationaux du Cameroun créé en 1968. Il est érigé en réserve de biosphère en 1981. Il est l'un des parcs les plus biodiversifiés du Cameroun.

## Histoire
C'est l’une des plus anciennes zones protégées du Cameroun. La réserve de faune de la Bénoué a été créée le 11 novembre 1932 pour devenir ensuite parc national par décret N°120 du 5 décembre 1968. Elle est reconnue réserve de biosphère par l'UNESCO en 1981.

## Localisation
Situé dans la province du Nord du Cameroun, le parc est accessible par la route qui relie Ngaoundéré et Garoua. Il possède trois entrées : 
1. Au Mayo Alim, au Buffle Noir et au Bel Eland.
2. A 175 km au sud de Garoua.
3. A 150 km au nord de Ngaoundéré.

L'entrée se fait par la route et par piste.
Avec ses 180 000 ha il est actuellement la réserve d'animaux par excellence du Cameroun. Il est limité au sud et à l'est par le fleuve Bénoué. Le parc s'étend sur une région accidentée, parsemée de collines et de mayos (rivières saisonnières).

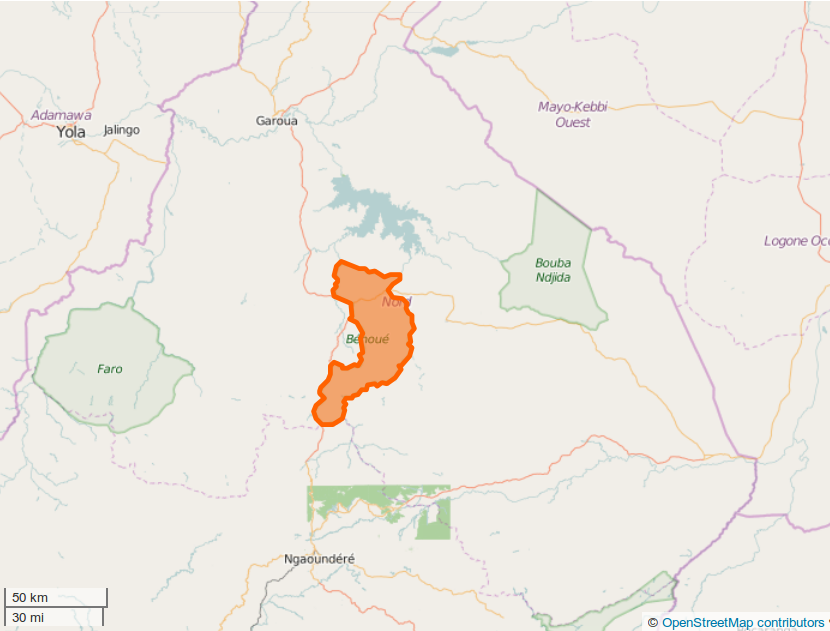

## Biodiversité et valeur touristique
La végétation est une mosaïque de forêt et de savane. Les bords de la Bénoué constituent le premier attrait de cette réserve.
Le parc abrite une faune extrêmement variée. Babouins, élands, phacochères et crocodiles y sont présents. L'hippopotame est bien présent mais sa population tend à décroître et sa cohabitation avec les humains pose de nombreux problèmes. Les antilopes, hippotragues et buffles sont particulièrement irascibles. Des singes, les gros cynocéphales restent au bord ou à quelques mètres des pistes. Les patas, petits singes roux, sautillent dans les arbres. Lions, girafes, rhinocéros et les hyènes sont timides.
Quand le niveau du fleuve baisse, les troupeaux de buffles, de water-bucks, de bubales, de damalisques, de cobs de Buffon et d'élands de Derby, la plus grande des antilopes, se regroupent autour des points d'eau.

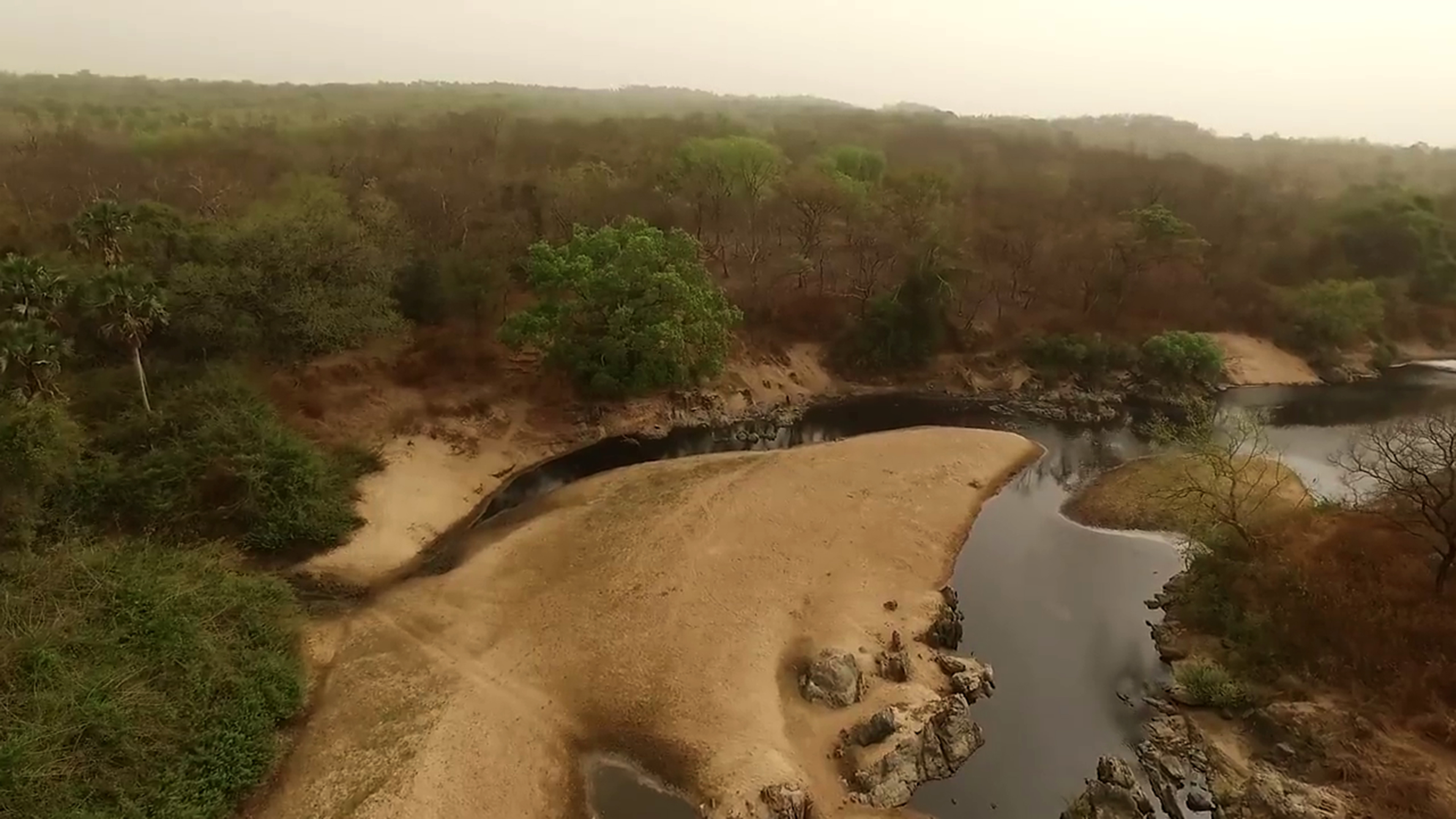
Parc, début de saison sèche
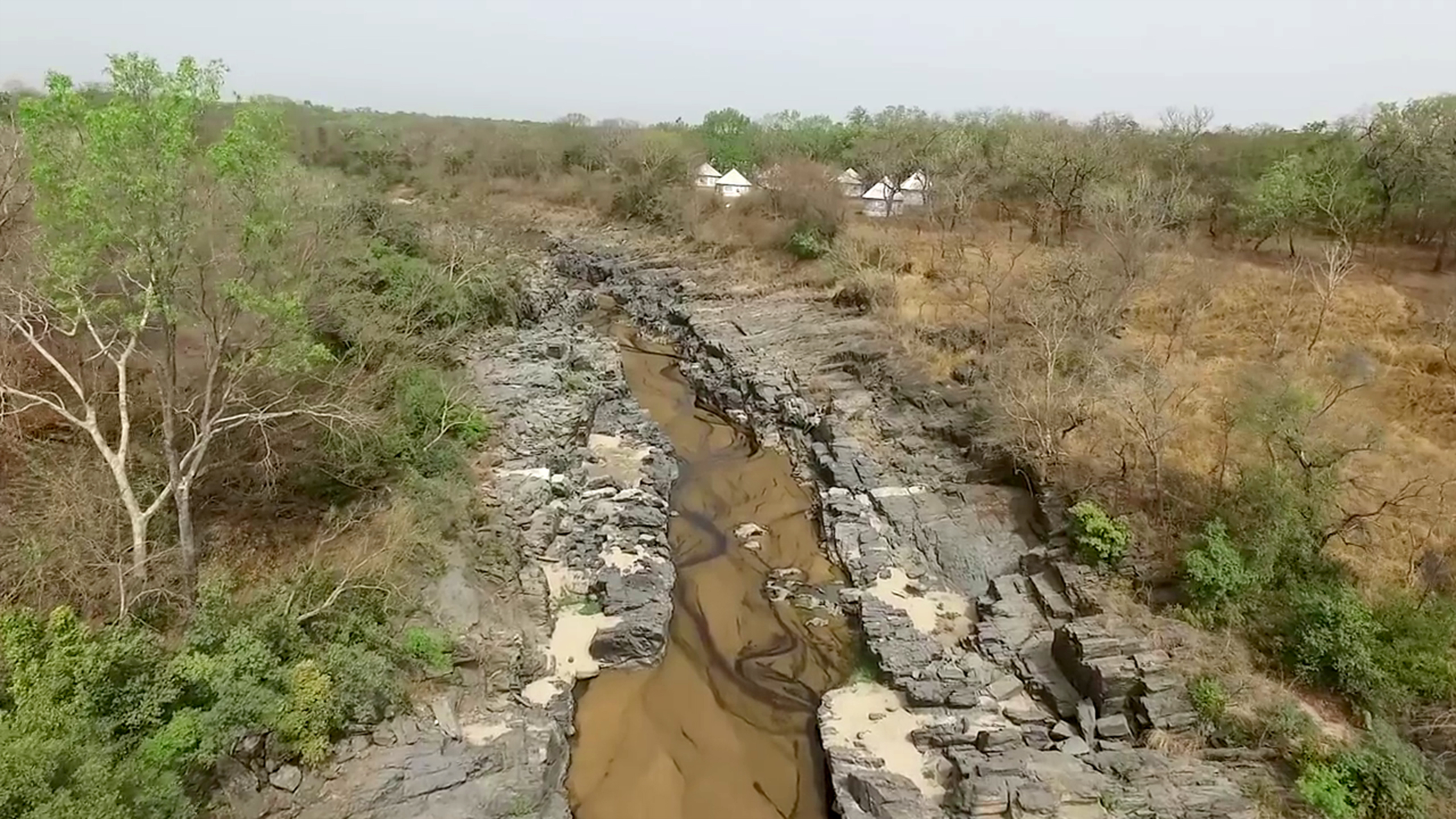
Parc en saison sèche.
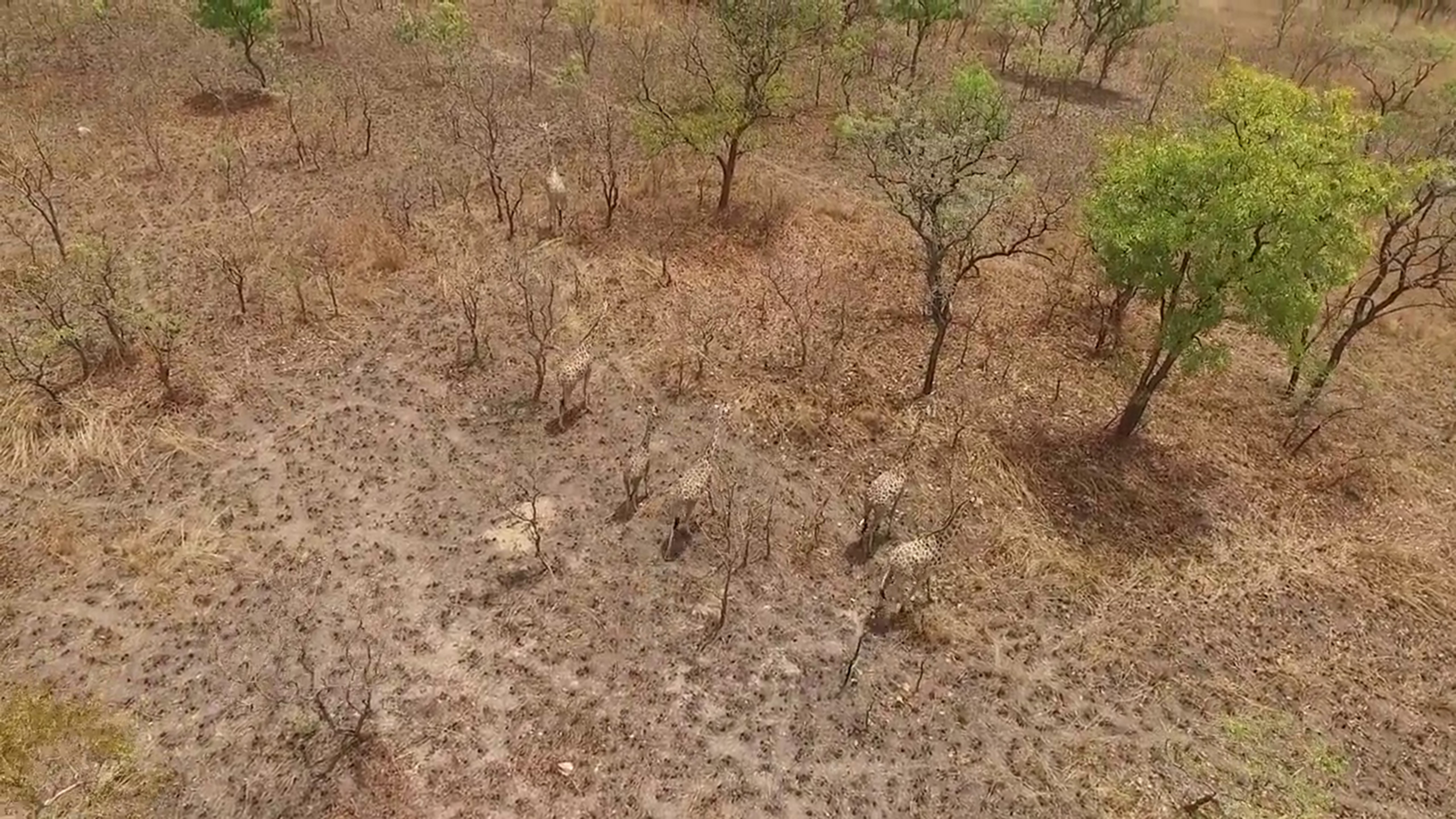
Fond de lac en saison sèche
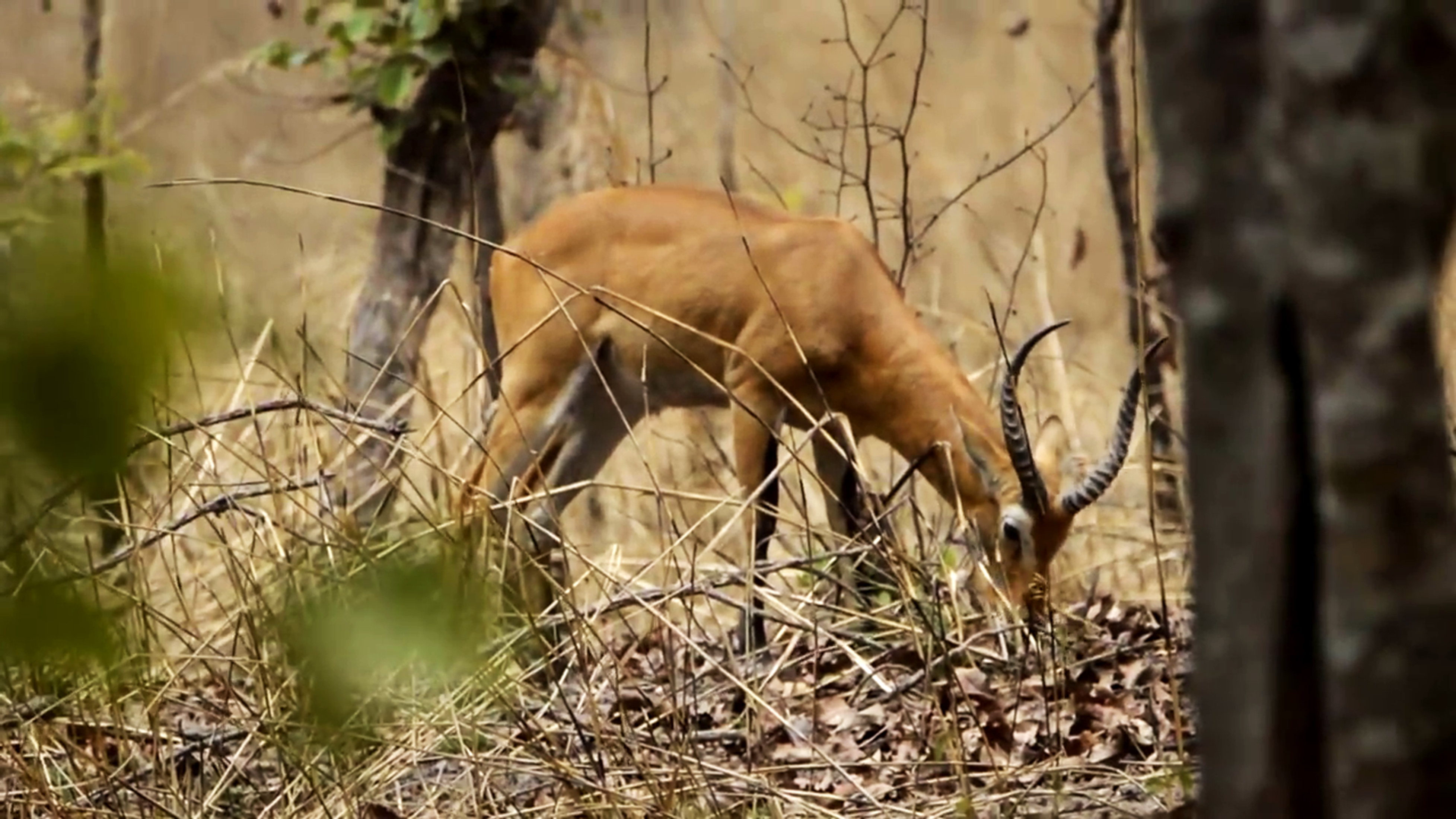
Cobe de Buffon dans le sous-bois.
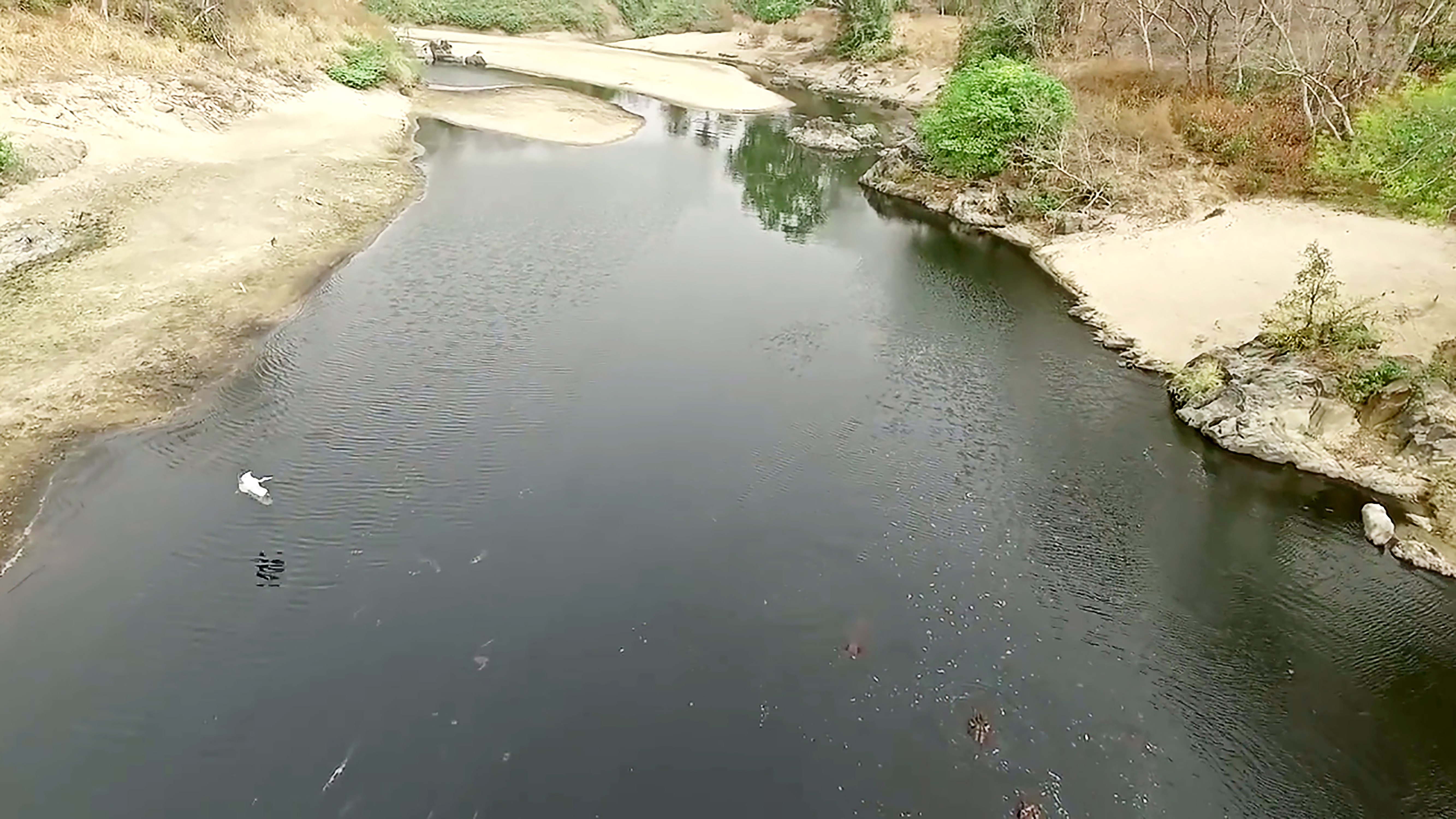
Berges de rivière et héron.
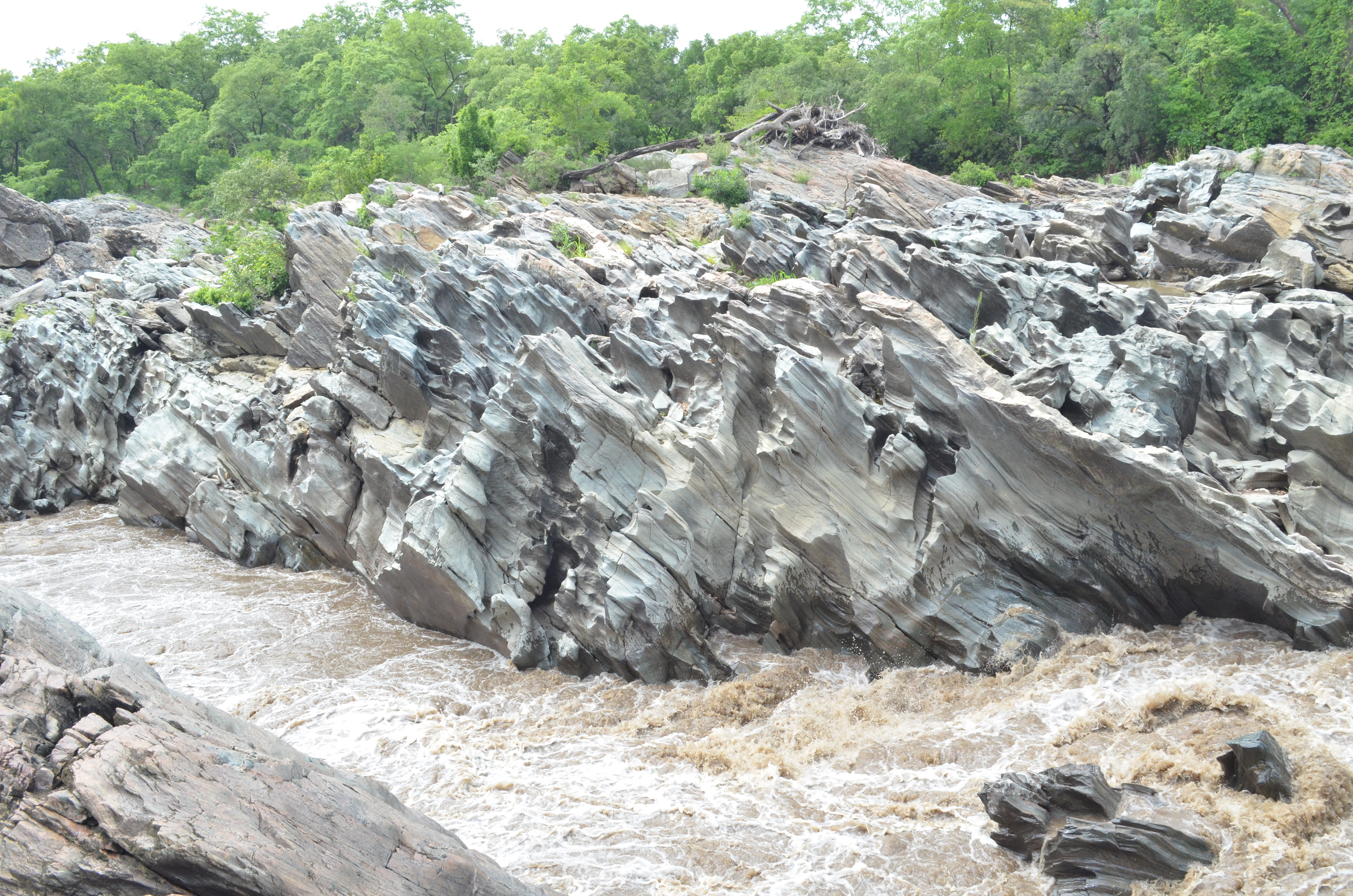
Roches taillées par les flots des eaux au parc national de la bénoué au Cameroun

### Tourisme
Les 250 km de piste, ravagées par la pluie et les buffles, sont refaites tous les ans. La saison sèche, touristique, se situe vers le mois de février. C'est la période à laquelle les hautes herbes sont brûlées, ce qui favorise la vue au loin.

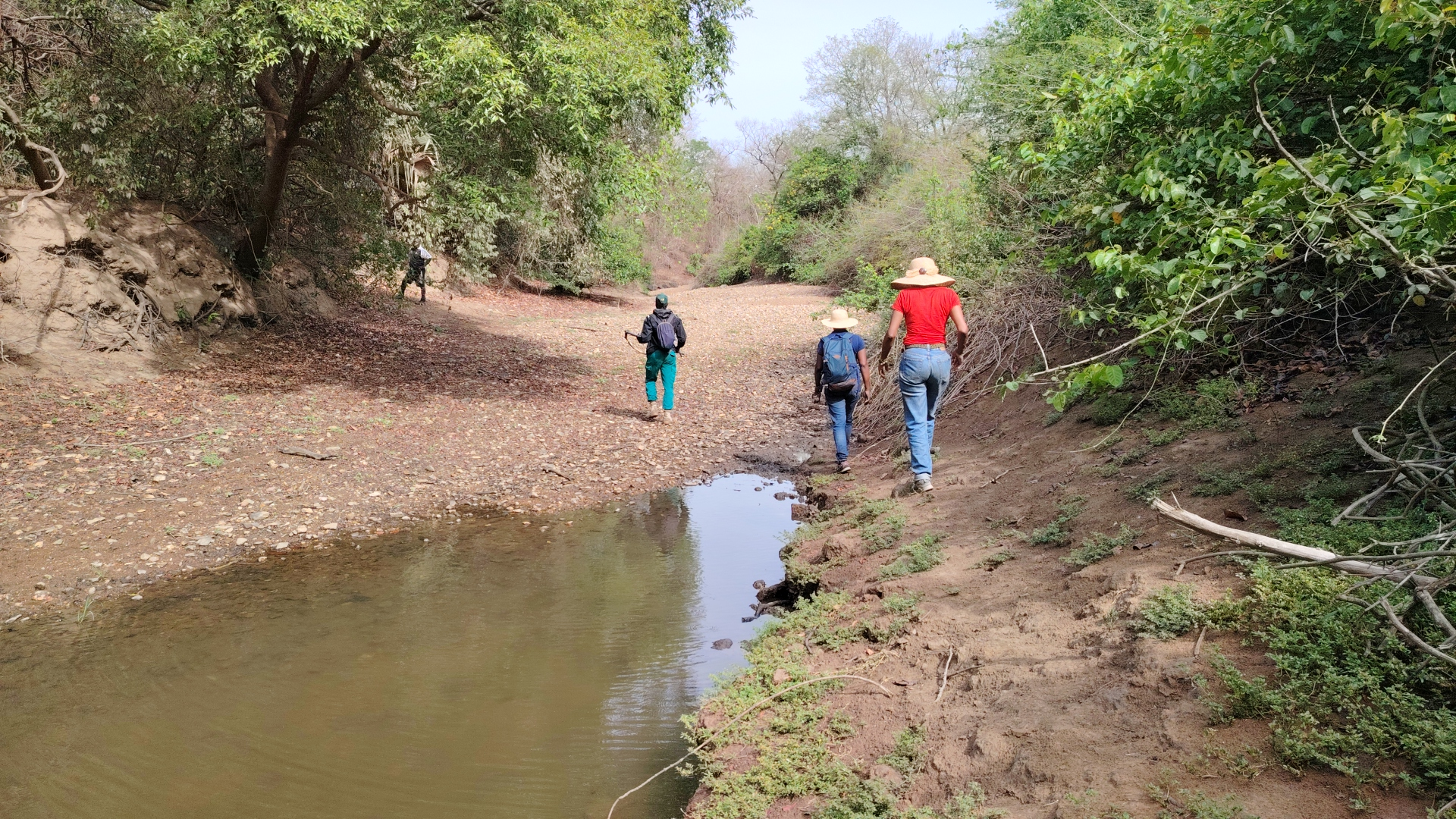
Les touristes au parc national de la Bénoué
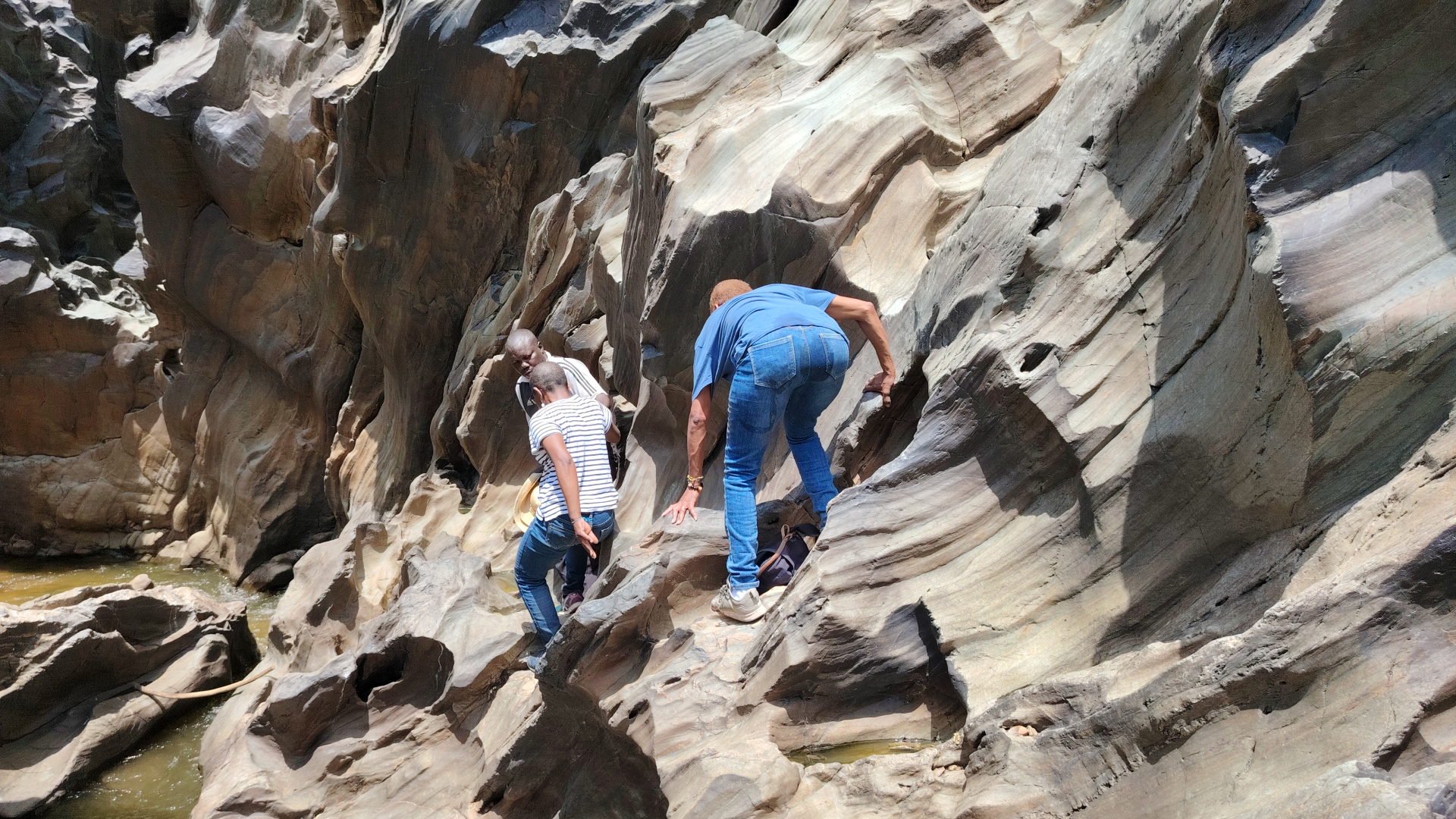
Touristes au parc national de la Bénoué
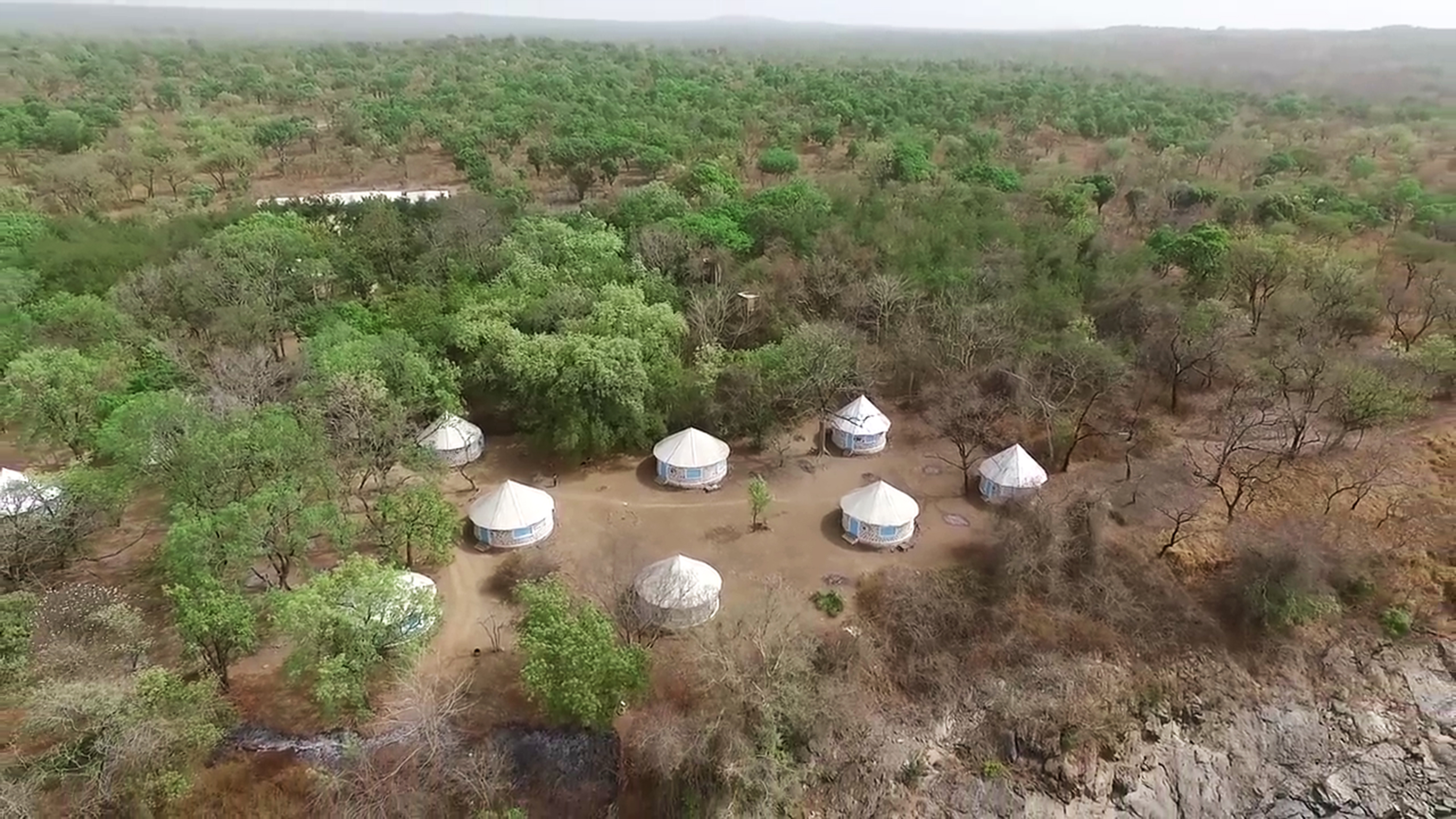
Des cases dans le parc

### Chasse
Le parc national de la Bénoué (PNB) est formé du parc et des 9 zones de chasses qui lui sont contiguës. Le PNB et sa zone périphérique présentent un relief relativement accidenté avec un système de collines séparées les unes des autres par des plaines plus ou moins vastes. Riche et diffus, le réseau hydrographique de la zone est surtout tourné vers la Bénoué, seul cours d’eau de la région et dont deux affluents (les mayo Mbam et Na) drainent largement le parc. Le PNB et sa zone périphérique jouissent d’un climat tropical.

## Espèces menacées
Plusieurs espèces sont en voies d'extinction dans le parc national de la Bénoué. Selon une étude menée sur 3 ans, il en ressort que la girafe du Kordofan, une espèce en danger critique d’extinction. C'est de manière très alarmante que cette étude a révélé qu’il ne resterait que 27 girafes du Kordofan dans le parc national de la Bénoué. D'où l'urgence voire l'importance  de conservation  et de protection de ces espèces dans le but  d'atténuer les menaces, principalement celles du braconnage et de l’empiétement humain croissant.

### Braconnage
L'équipe de la conservation du parc fait face à des braconniers, hardis, bien informés des limites logistiques et financières des écogardes. Des écogardes, appuyés par des gardes villageois travaillent dans le parc avec une densité d'environ 1 écogarde pour 4.186 ha.

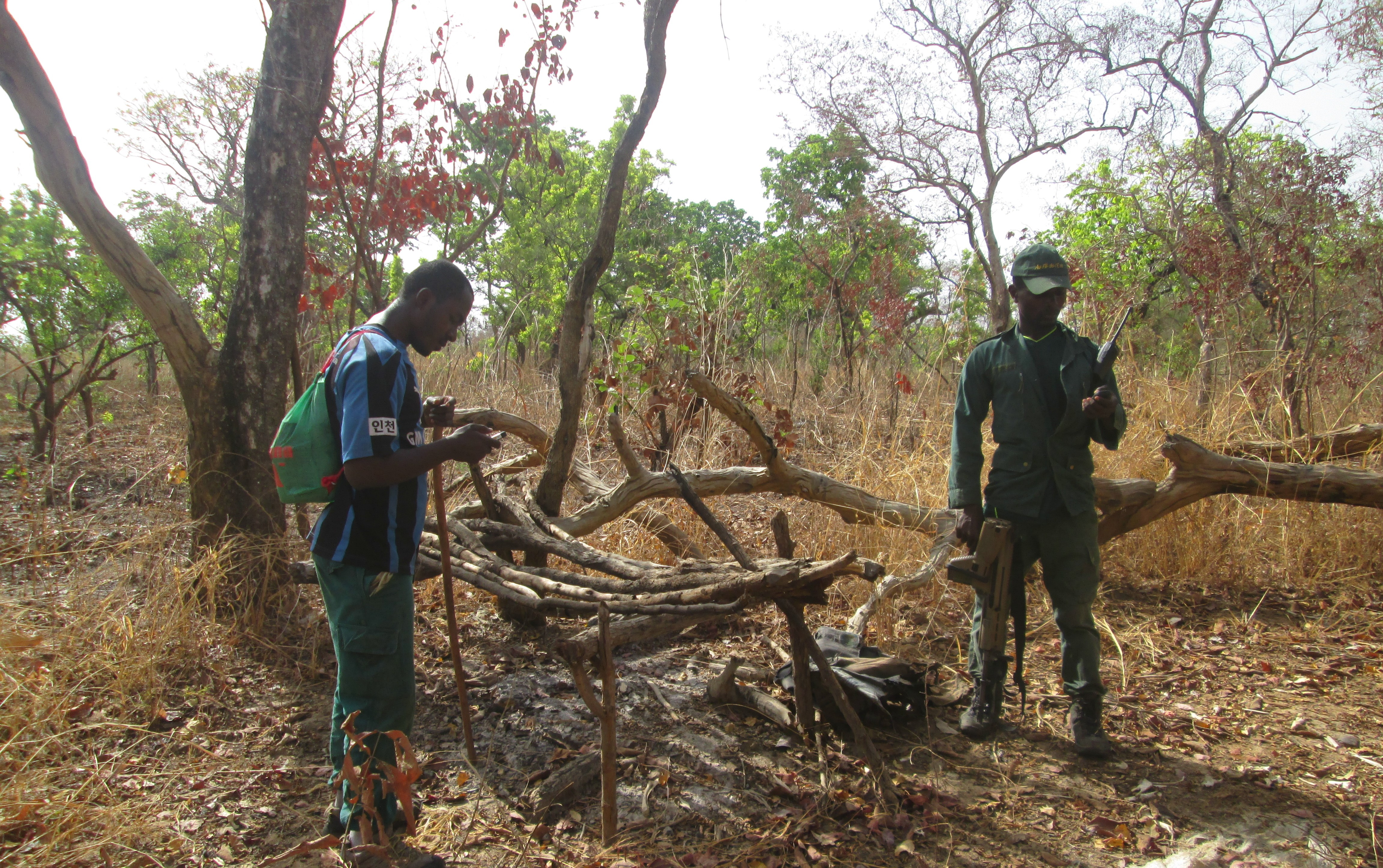
Lutte contre le braconnage au parc national de la Bénoué
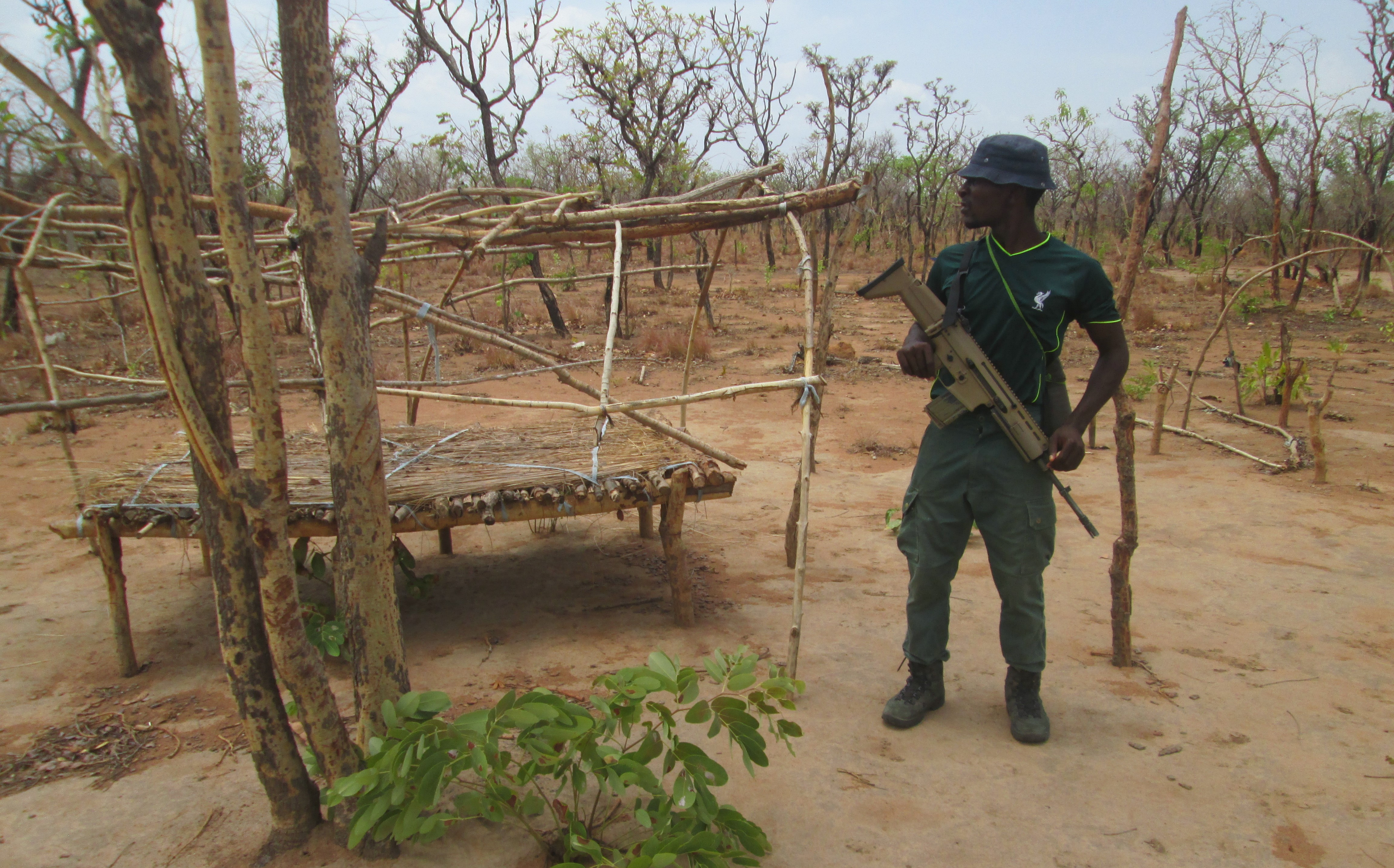
Un écogarde au parc national de la Bénoué
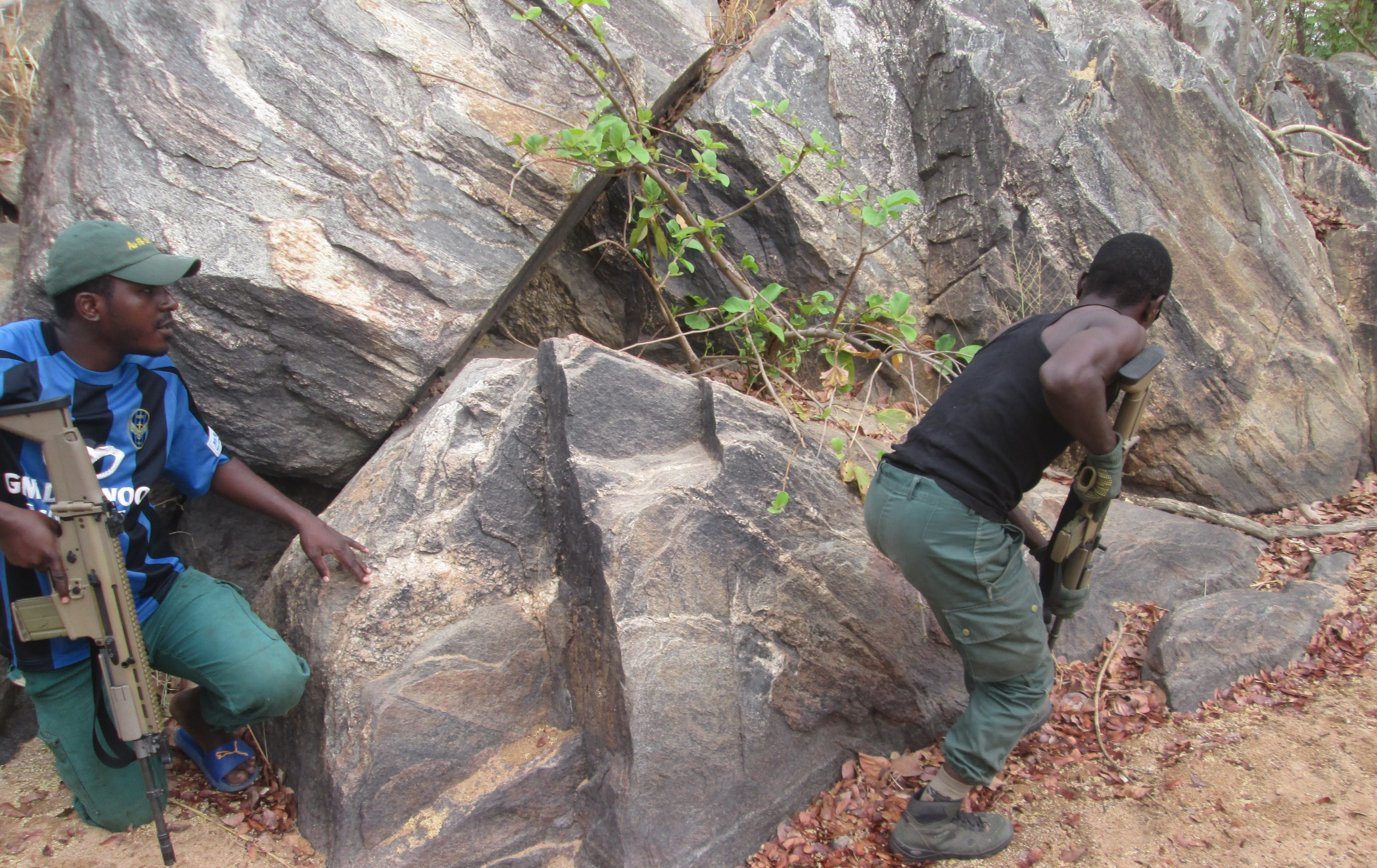
Opération de lutte contre le braconnage au parc national de la Bénoué

## Galerie photos

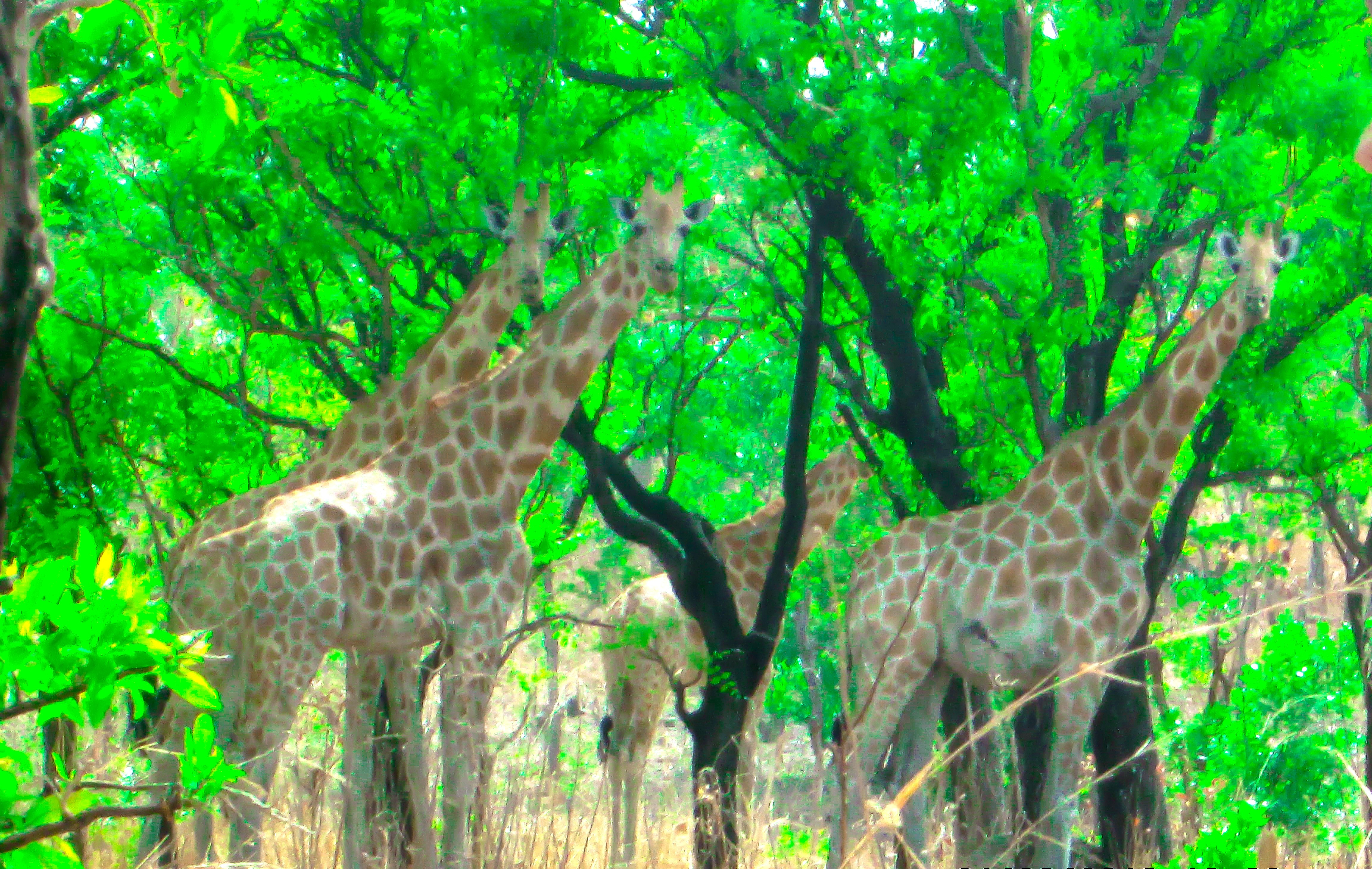
Les girafes au parc national de la bénoué au Cameroun
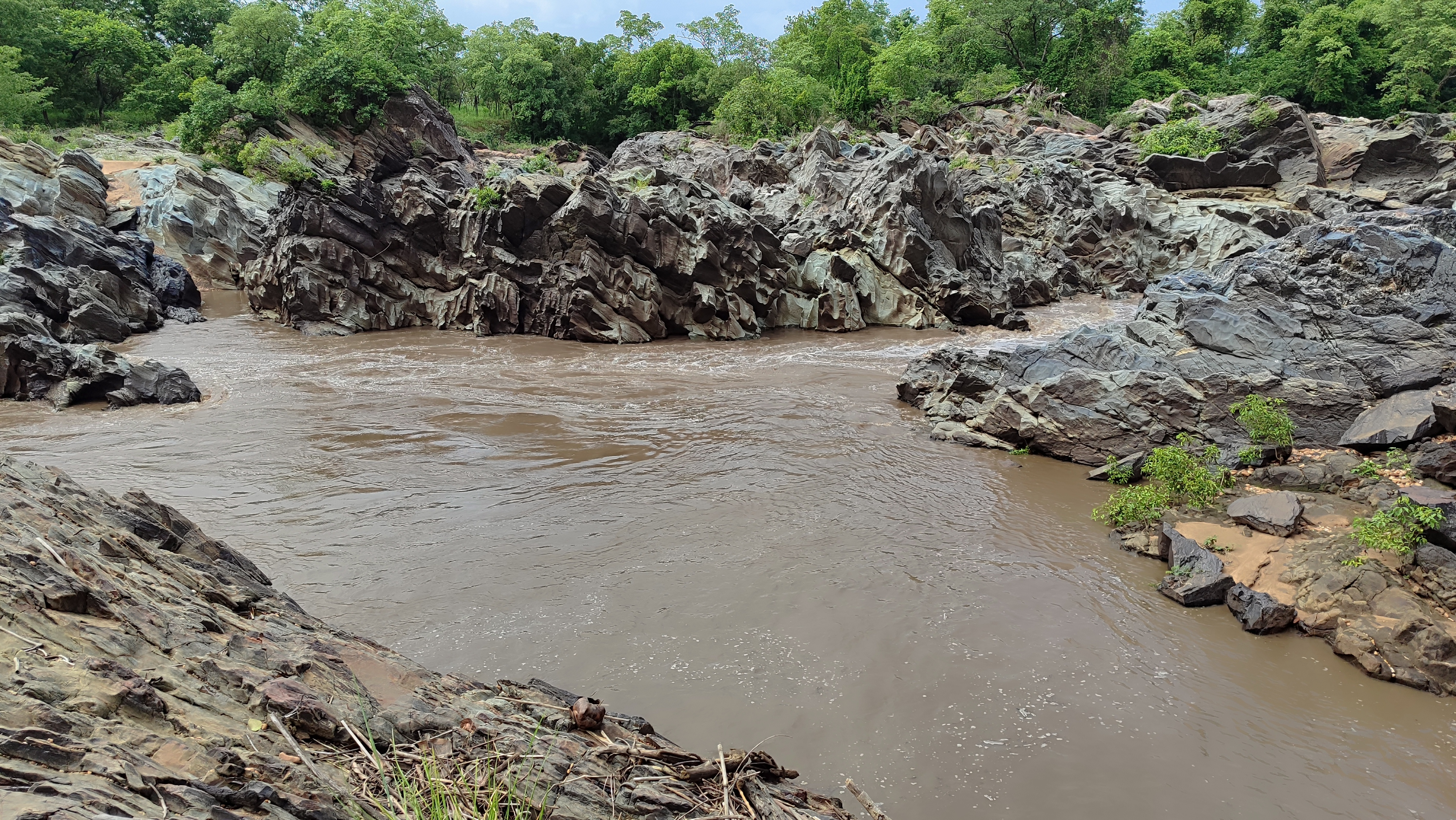
photo prise au parc national de la bénoué
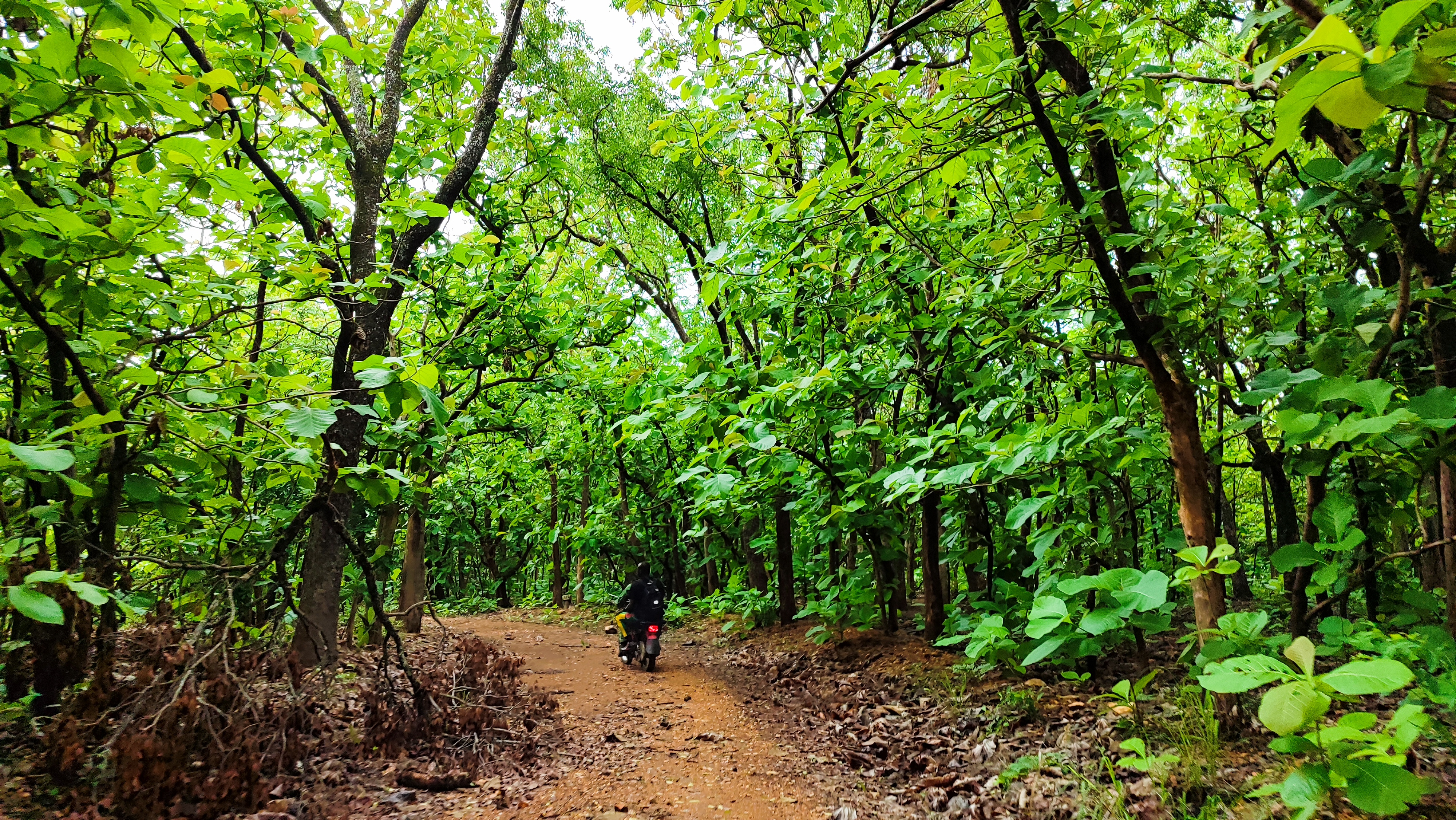
les tectona grandis au parc national de la bénoué